# Diwali
El Diwali (también Divali, Deepavali, Deepawali o "festival de las luces") es un festival de India que dura cinco días que se celebra en el mes de Kartika. 
El festival comienza en el día denominado Dhanteras, que se celebra el decimotercer día lunar de Krishna Paksha (cuarto menguante) del mes Ashvin del calendario hindú y finaliza en Bhau-beej, y celebrado el segundo día lunar de Shukla Paksha (cuarto creciente) del mes Kartik Dhanteras, y por lo general cae dieciocho días después de Dussehra. En el calendario Gregoriano, el Diwali cae entre mediados de octubre a mediados de noviembre. Varias religiones celebran festividades similares en la India, como el hinduismo, el sijismo y el jainismo.

## Características
Durante el Diwali, celebrado una vez al año en la Nepal, India, Guyana, Mauricio, Malasia, Sri Lanka, etc, la gente usa ropa nueva, comparte dulces y hacen explotar petardos y fuegos artificiales. Es la entrada del año nuevo hindú, y una de las noches más significativas y alegres del año.
La divinidad que preside esta festividad es Lakshmí, consorte del dios Vishnú. Ella es quien otorga la prosperidad y la riqueza, por eso es especialmente importante para la casta de los comerciantes (vaisyas). También el dios Ganesha es especialmente venerado ese día. En el este del país se venera particularmente a la diosa Kali.
En esa ocasión, los sikhs celebran la liberación de su sexto gurú, Hargonbind, y hacen un homenaje a los diez gurús espirituales del sikhismo.
La fiesta tiene lugar en el decimoquinto día de la quincena oscura del mes de kārttika (que cada año puede caer entre el 21 de octubre y el 18 de noviembre), y puede durar cuatro o cinco días. Conmemora la muerte del demonio Narakasura a manos de Krishna y la liberación de dieciséis mil doncellas que este tenía prisioneras. Celebra también el regreso a la ciudad de Ayodhyā del príncipe Rāma tras su victoria sobre Rāvaṇa, rey de los demonios. Según la leyenda, los habitantes de la ciudad llenaron las murallas y los tejados con lámparas para que Rāma pudiera encontrar fácilmente el camino. De ahí comenzó la tradición de encender multitud de luces durante la noche.
Las casas se limpian de forma especial y se adornan con diversos motivos y lámparas de aceite o velas que se encienden al atardecer. Es usual celebrar una comida compuesta de sabrosos platos y dulces, hacer regalos a las personas cercanas y familiares, los fuegos artificiales y los juegos. Es el momento para renovar los libros de cuentas, hacer limpieza general, reemplazar algunos enseres del hogar, pintarlo y decorarlo para el año entrante. Es tradición que la diosa favorecerá de forma especial a quienes se reconcilien con sus enemigos.

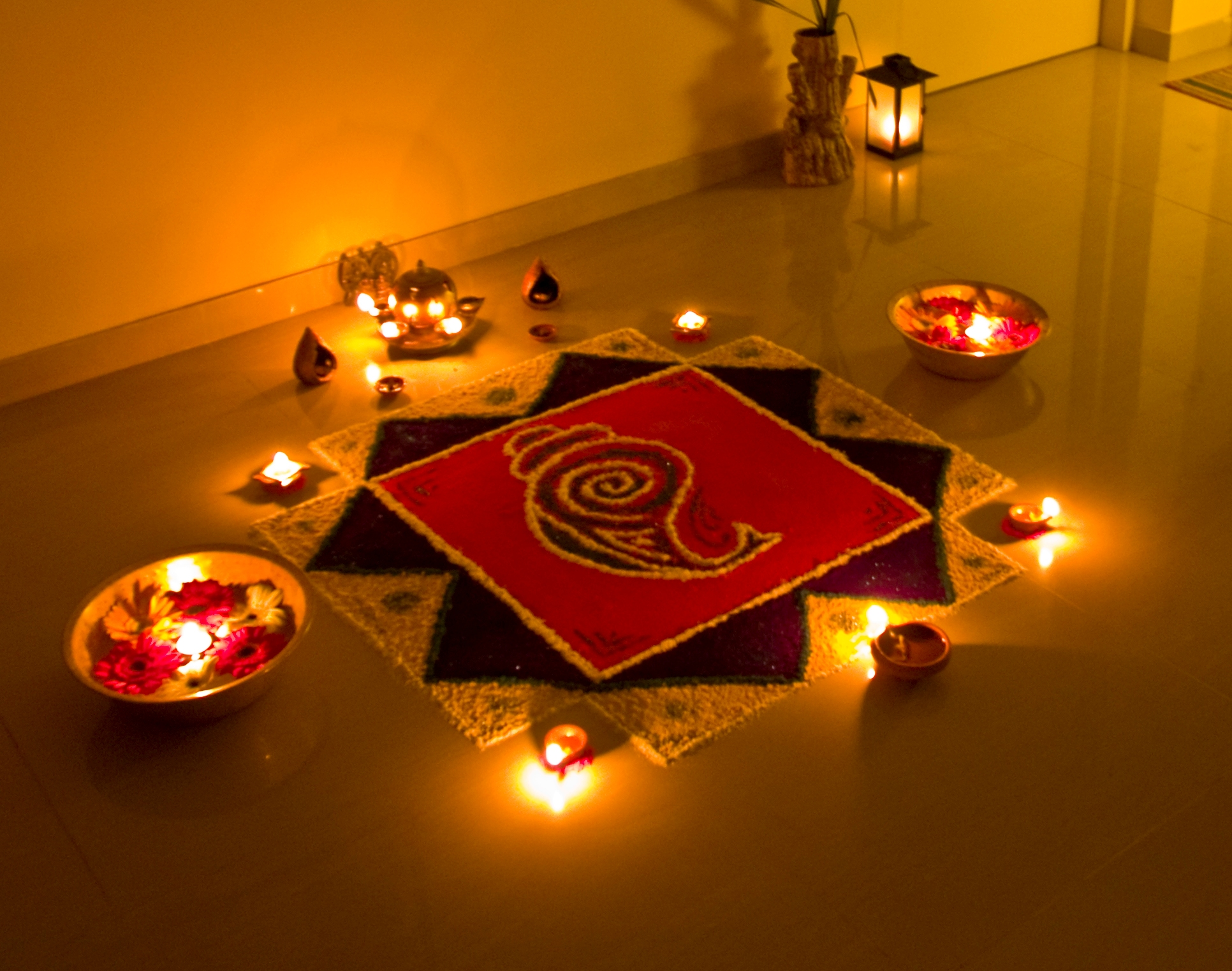
Decoraciones rangoli con lámparas de aceite en un hogar durante el Diwali.

### Simbolismo y rituales adicionales
Una de las tradiciones más antiguas asociadas con Diwali es el puja (ritual de adoración), especialmente la Lakshmi Puja, que se realiza en honor de la diosa Lakshmi, la diosa de la riqueza. Los devotos colocan lámparas de aceite o "diyas" en sus hogares, simbolizando la luz que aleja la oscuridad y la ignorancia. Este ritual no solo busca atraer la prosperidad económica, sino también la espiritualidad y la paz en el hogar.
El simbolismo detrás de Diwali está profundamente enraizado en la cultura hindú. A través de esta festividad, los creyentes buscan la victoria del dharma (virtud) sobre el adharma (injusticia). Este concepto se refleja tanto en las historias mitológicas que se celebran durante Diwali, como en las prácticas de limpieza, renovación y reconciliación con los demás, buscando un futuro lleno de armonía y prosperidad.
Además, en algunas comunidades, como en la ciudad de Varanasi, Diwali es también un momento para rendir homenaje a los difuntos, recordando a los seres queridos que han partido. Esta ceremonia incluye ofrendas florales y oraciones para asegurar que los espíritus encuentren paz.

## En el jainismo
Según los jainistas, en este día de Diwali el Tirthankara Mahavirá alcanzó la liberación (moksha/nirvana/siddha) (549-477 a. C.). Mahavira es conocido como el creador del jainismo.